# Colpognathus heinzelleri
Colpognathus heinzelleri är en stekelart som beskrevs av Diller 2003. Colpognathus heinzelleri ingår i släktet Colpognathus och familjen brokparasitsteklar. Inga underarter finns listade i Catalogue of Life.